# Elecciones federales de Suiza de 2003
Las elecciones federales de Suiza fueron realizadas el 19 de octubre de 2003. Aunque el peculiar sistema político suizo, en el que los 4 mayores partidos debían formar una coalición, era muy difícil realizar un cambio de gobierno, y produjo un malestar con la fuerte manifestación de la Unión Democrática de Centro, un partido de derecha, euroesceptiscista y antiinmigración. Los partidos de izquierda, el Partido Socialista y Los Verdes, también tuvieron un mayor apoyo. Los principales perdedores de las elecciones fueron los partidos de centro y centroderecha, el Partido Demócrata Cristiano y el Partido Radical Democrático.
Después de las elecciones Ruth Metzler-Arnold, uno de los dos demócratas cristianos del Consejo Federal fue sucedido por Christoph Blocher, el político más influyente de la Unión Democrática de Centro.

## Sistema electoral
Suiza posee una legislatura bicameral, conformada por la Asamblea Federal (Assemblée Fédérale / Bundesversammlung / Asamblea Federale / Assemblea Federala). 
- El Consejo Nacional (Conseil Nacional / Nationalrat / Consiglio Nazionale / Cussegl Naziunal) está compuesto por 200 representantes, elegidos para un período de 4 años mediante representación proporcional, para múltiples distritos correspondientes a los 26 cantones y medio-cantones suizos.
- El Consejo de los Estados (Conseil des Etats / Ständerat / Consiglio degli Stati / Cussegl dals Stadis) posee 46 miembros elegidos para un período de 4 años, mediante representación proporcional y circunscripción única.

Estas elecciones fueron para elegir a todos los miembros del Consejo Nacional, y la mayoría del Consejo de los Estados.
Todos los partidos políticos suizos tienen diferentes nombres en francés, alemán e italiano, y llevan a cabo las campañas por separado, en relación con diferentes áreas del idioma.

## Resultados

### Consejo Nacional
| Partido                                 | Votos     | %    | Escaños | +/– |
| --------------------------------------- | --------- | ---- | ------- | --- |
| Unión Democrática de Centro             | 560 750   | 26.7 | 55      | +11 |
| Partido Socialista                      | 490 385   | 23.3 | 52      | +1  |
| Partido Radical Democrático             | 364 493   | 17.3 | 36      | –7  |
| Partido Demócrata Cristiano             | 301 652   | 14.4 | 28      | –7  |
| Los Verdes                              | 156 226   | 7.4  | 13      | +5  |
| Partido Popular Evangélico              | 47 838    | 2.3  | 3       | 0   |
| Partido Liberal                         | 45 864    | 2.2  | 4       | –2  |
| Unión Democrática Federal               | 26 590    | 1.3  | 2       | +1  |
| Demócratas Suizos                       | 20 177    | 1.0  | 1       | 0   |
| Partido Suizo del Trabajo               | 14 595    | 0.7  | 2       | 0   |
| Grupos Alternativos Verdes y Feministas | 11 153    | 0.5  | 1       | 0   |
| Solidaridad                             | 10 562    | 0.5  | 1       | 0   |
| Partido Social Cristiano                | 7 539     | 0.4  | 1       | 0   |
| Liga de Tesino                          | 7 304     | 0.3  | 1       | –1  |
| Partido de la Libertad                  | 4 000     | 0.2  | 0       | 0   |
| Otros partidos                          | 32 913    | 1.6  | 0       | –   |
| Votos en blanco/nulos                   | 59 880    | –    | –       | –   |
| Total                                   | 2 161 921 | 100  | 200     | 0   |
| Participación electoral                 | 4 779 733 | 45.2 | –       | –   |
| Fuente: Nohlen & Stöver                 |           |      |         |     |

### Consejo de los Estados
| Partido                     | Escaños | +/– |
| --------------------------- | ------- | --- |
| Partido Demócrata Cristiano | 15      | 0   |
| Partido Radical Democrático | 14      | –3  |
| Partido Socialista          | 9       | +3  |
| Unión Democrática de Centro | 8       | +1  |
| Total                       | 46      | 0   |
| Fuente: Nohlen & Stöver     |         |     |